# MMJ (雑誌)
『MMJ』（エムエムジェイ）は、日本の医学総合誌である。3の倍数月の15日発売。表題は『The Mainichi Medical Journal』の略。

## 概要
MMJは毎日新聞社が2005年に創刊した医学総合誌である。1980年に毎日新聞社が創刊した『JAMA（Journal of the American Medical Association）日本語版』の伝統を引き継いだ。2010年6月から、発行ペースが月刊から年4回発行の季刊誌に変わっている。2015年以降は、毎日新聞社の出版事業を分社した毎日新聞出版の発行となっている。
　『JAMA』（米国医師会誌）、『BMJ』（英国医師会誌）、『Lancet』、『New　England Journal of Medicine』、『Annals of Internal Medicine』の世界五大医学雑誌に掲載された主要な論文や話題の紹介、それらに対する日本の医学医療の第一人者らによる解説や論評を大きな特徴としている。毎号の掲載論文の選定には、MMJ編集委員会（委員長、門脇考・虎ノ門病院院長）があたる。編集委員会の最高顧問および顧問には日本医師会長、副会長らが就任している。
　一般書店での販売はせず、直接、読者に配送する形態をとっている。毎号の発行部数は50000部。読者層は開業医や勤務医、看護師や薬剤師などの医療関係者、製薬企業関係者、医学・薬学・看護系学生など。

## MMJ編集委員会
編集委員長：門脇 考　虎ノ門病院院長（糖尿病学／代謝学）

編集委員　：佐々木 淳一　慶應義塾大学教授（救急医学）

　　　　　　土屋 了介　公益財団法人ときわ会顧問（胸部外科学）

　　　　　　豊岡 照彦　東京大学名誉教授（循環器内科学／分子生物学）

　　　　　　西山 和利　北里大学医学部主任教授（脳神経内科学）

　　　　　　松尾宣武　国立成育医療研究センター名誉総長（小児科学）

最高顧問　：中川 俊男　日本医師会会長（脳神経外科学）

顧問　　　：松原 謙二　日本医師会副会長（内科学）
　　　　　　　　
　　　　　　羽鳥 裕　   日本医師会常任理事（循環器内科科学）

## 編集長
高野聡（2010年10月 - ）